# 吉岡定點

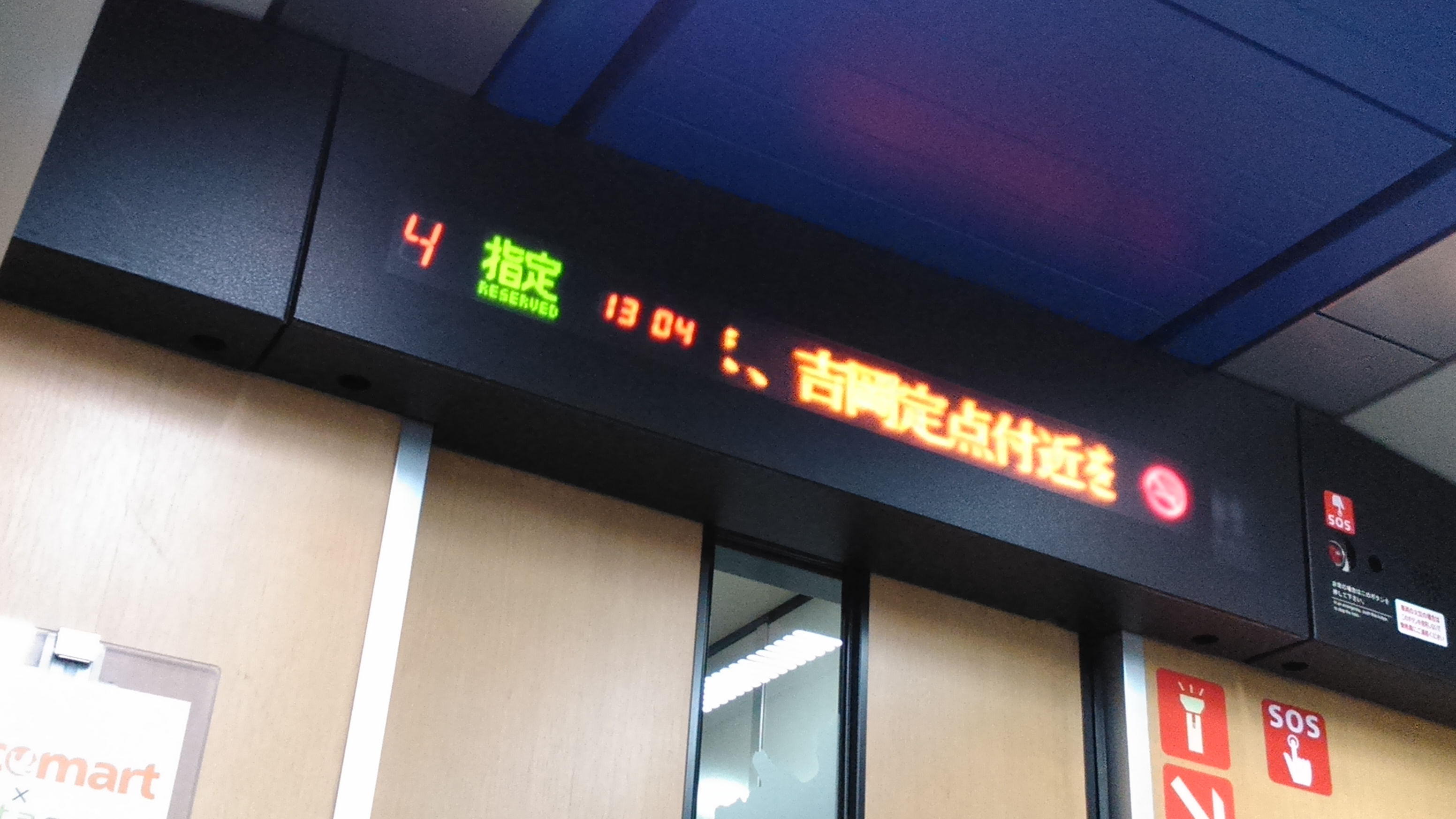
JR北海道列車經過時，顯示幕顯示「吉岡定點」的名稱。

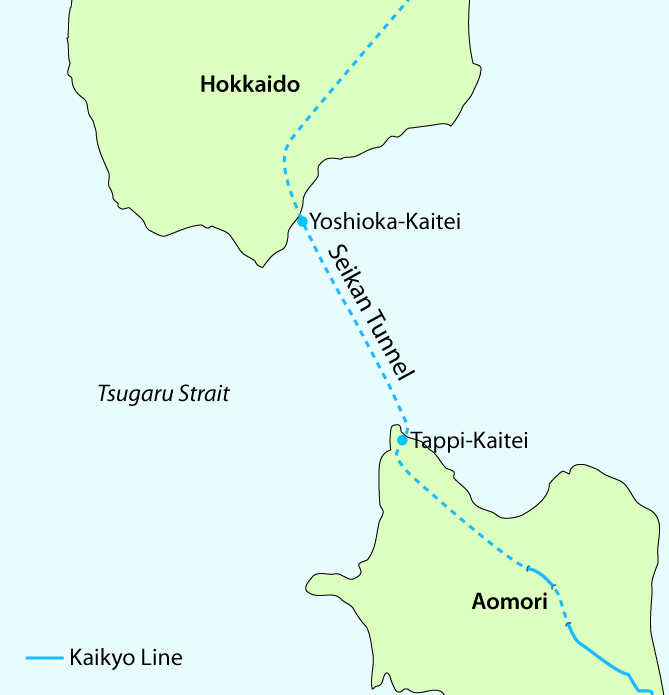
青函隧道與沿線兩個海底車站的位置圖，位在北海道端者即為吉岡海底

吉岡定點（日语：／ Yoshioka teiten */?）是日本北海道旅客鐵道（JR北海道）海峽線和北海道新幹線沿線的鐵路設施。
位於青函隧道北段上，原本是作為意外時緊急疏散用途的車站，後來變成海底見學的車站。特色是全站皆位於海床底下的地底深處，海拔負149.5公尺的標高使它成為全日本位置最低的鐵路車站。1988年至2006年曾開放作為參觀車站，由於北海道新幹線的興建，車站及其側道被徵用作儲存材料之用，於2006年起降格為臨時車站並長期處於休止營業狀態，而配合開線前的後期工程與未來通行的需要，本站於2014年3月14日隨知內、龍飛海底一併廢站只剩下避難停靠用途。
在廢站後，當JR北海道列車經過時，列車內的顯示幕會以「吉岡定點」稱呼本站。

## 簡介

### 吉岡海底車站
行政上位於日本北海道松前郡福島町境內的吉岡海底車站，與鄰近另一個海底車站龍飛海底（位於青函隧道南端、青森縣境內）同樣都是為了作為隧道建設與營運時，容納各式所需的機械設備，與在緊急事件發生時可以臨時疏散乘車旅客的臨時用車站。除此之外為了進一步利用站體設施，車站空間也被作為其他的展覽用途，其中，吉岡海底車站內設有海底隧道建設的相關導覽和哆啦A夢廣場，而龍飛海底車站則被改為海底隧道博物館使用。每年夏季還設有特別的觀光導覽行程，旅客只需購買已包含車票與入場券價格在內的套票（稱為「海底車站見學整理券」），就可以搭乘列車至這兩個海底車站參觀。

### 吉岡定點
然而，本站設計之處就是只用來緊急停靠之用，由於列車是直接停在路線上，伴隨北海道新幹線開工，需要利用海底車站的行車時間帶作為建設材料的儲放與運輸空間，因此在2006年3月18日公佈的列車班次表修正中，中止了所有定期列車的停站，只留特定的活動用臨時列車停靠（營運期間為同年的7月15日至8月27日）。而在2006年8月27日最後一班臨時特急哆啦A夢海底列車駛離吉岡海底車站後，吉岡海底車站的參觀行程也劃下了句號。至於對岸的龍飛海底，也因為新幹線的通行需要，於2013年11月後亦已停止了靠站見學參觀活動，不過相比吉岡海底車站只有特殊情況使用，龍飛站體因為在陸地的深處，透過青函隧道紀念館及附屬纜車線還是可以參訪。

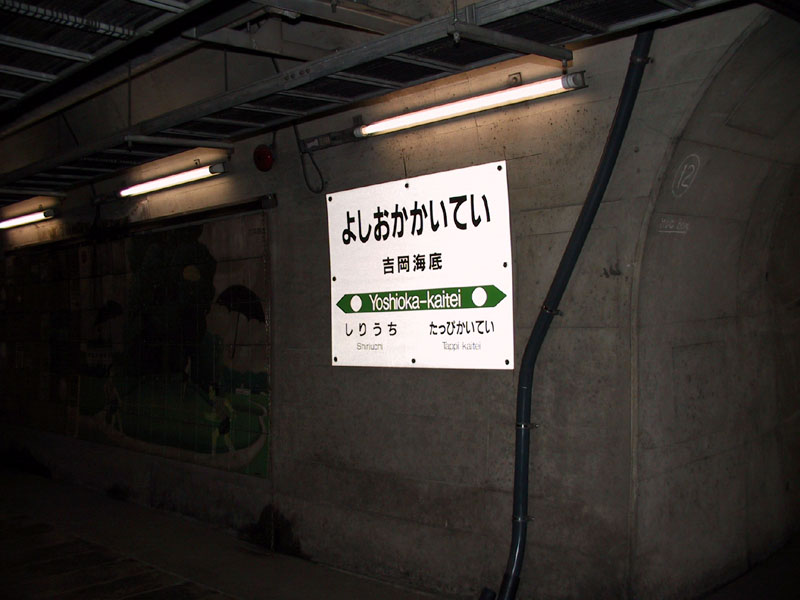
站名牌
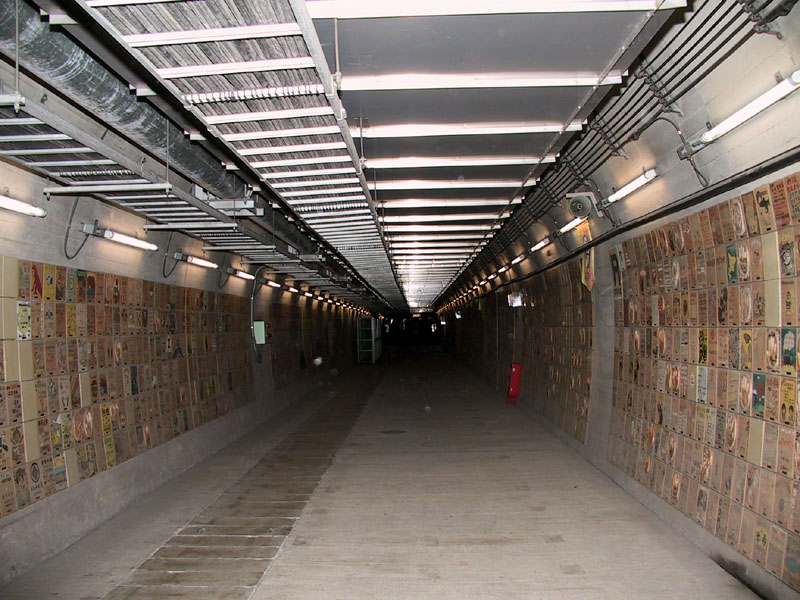
車站月台旁的側向涵洞，兩邊牆上貼滿了來訪學童的留言畫

### 現時駛經客運列車
北海道新幹線

### 曾經駛經客運列車
- 哆啦A夢海底列車（ドラえもん海底列車）
- 臥舖特急榆（エルム）
- 臥舖特急黃昏特快（トワイライトエクスプレス）
- 臥舖特急北斗星
- 臥舖特急日本海1號
- 臥舖特急仙后座
- 白鳥 / 超級白鳥
- 臥舖急行玫瑰

## 歷史
- 1988年（昭和63年）3月13日 - 海峽線通車，吉岡海底車站也同時啟用。
- 2006年（平成18年）
  - 3月18日 - 由於北海道新幹線的修築，所有定期列車皆不再停靠此站，只有指定列車才會停站。
  - 8月27日 - 臨時特急哆啦A夢海底列車停止運行，不再有列車停靠吉岡海底。
- 2014年（平成26年）3月14日 - 廢站，降格為定點。

## 相鄰車站
北海道旅客鐵道
■海峽線、 北海道新幹線
奧津輕今別－（龍飛定點）－（吉岡定點）－（湯之里知內信號場）- 木古內

## 外部連結
- JR北海道函館支社－青函隧道豆知識（日語）